# Lac-Supérieur
Lac-Supérieur è un comune del Canada, situato nella provincia del Québec, nella regione di Laurentides.